# Dogã
Dogã (em fon, Dogan), em alguns Candomblés da Nação Jeje, refere-se a uma mulher que auxilia na preparação da comida ritual.